# Semacode

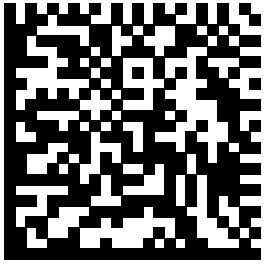
Pomme en semacode

Semacode est une société éditeur informatique basée à Waterloo en Ontario au Canada.
Semacode est  aussi la marque d'une sorte de code-barres pour téléphone mobile avec appareil photo destiné à décrire une adresse Web reconnaissable par logiciel.
Semacode est un projet libre, et basé sur la norme ISO/CEI 16022 Datamatrix.